# Бокей-хан (Средний жуз)
Бокей-хан (ок. 1737—1817) — хан части Среднего жуза (1815—1817), сын Барак-хана и внук Турсун-хана.

## Биография
Хан Бокей был одним из сыновей Барак-хана. Согласно публикации Коншина Н.Я. в «Памятной книге Семипалатинской области 1902 года» у хана Букея было 9 сыновей, 49 внуков и 150 правнуков.
В 1749 году Бокей и его толенгиты откочевали из Туркестанского региона в Северо-Восточный Казахстан. Был избран султаном рода каракесек по линии бигельды.
В начале 50-х годов XVIII века Бокей поселился в крепости Кереку (ныне город Павлодар), участвовал в битве с джунгарцами. В 80-90-х годах XVIII в. Бокей способствовал прохождению торговых караванов из России в Среднюю Азию, перемене торговых путей из Петропавловска на Ямышевскую крепость. В 1785 году активно поддержал первое казахское посольство в России. Этим посольством руководил известный бий Сарыбагыш Атаке батыр.
В 1816 году Бокей правил родами тортауыл, карасекек Среднего жуза вместе с ханом Уали. Бокей был объявлен ханом в июне 1817 года в окрестностях реки Жайылма в 180 км от крепости Корякова.
Воспитанием и обучением Бокея руководил Казыбек-бий. Владел значительной территорией от пригородов Туркестана (город Икан) на юге и на севере до берегов р. Нуры в Центральном Казахстане. Ему подчинялось 13 волостей.
Формально под его руководством находились роды каракесеков (Каркаралинский внешний округ), тортуылцев (Баянаулский округ) и куандыков (Акмолинский округ).
В 1815 году царское правительство, стремившееся добиться дальнейшего раскола Среднего жуза, признало султана Бокея самостоятельным ханом части родов Среднего жуза.
В 1817 году Бокей-хан скончался, оставив от шести жён одиннадцать сыновей. Первоначально был похоронен в районе нынешнего посёлка Габидена Мустафина Карагандинской области, перезахоронен на родовом кладбище в Туркестане в Южном Казахстане. Позже урочище у посёлка Габидена Мустафина было названо «Хан суйек» или по-русски «кости хана».
В 1822 году ханская власть в Среднем жузе была ликвидирована, территория ханства была разделена на отдельные округа, перешедшие под управлением султанов, назначаемых царскими властями.
Его потомком являлся Алихан Бокейханов, основатель и один из лидеров партии «Алаш».